# Sharabha
Sharabha (Sanskrit: शरभ, Śarabha) est une forme du dieu Shiva, mi-lion mi-oiseau, mi-homme , qui se chargea de rendre inoffensif l'avatar de Vishnou Narasimha, car ce dernier menaçait de détruire les mondes. Grâce à la forme terriblement effrayante que Shiva prit sous la forme de Sharabha, Vishnou fut saisi de commotion et se souvint du rôle bénéfique qu'il était censé remplir . Les vishnouïtes considèrent qu'il s'agit d'une autre forme de Vishnou.

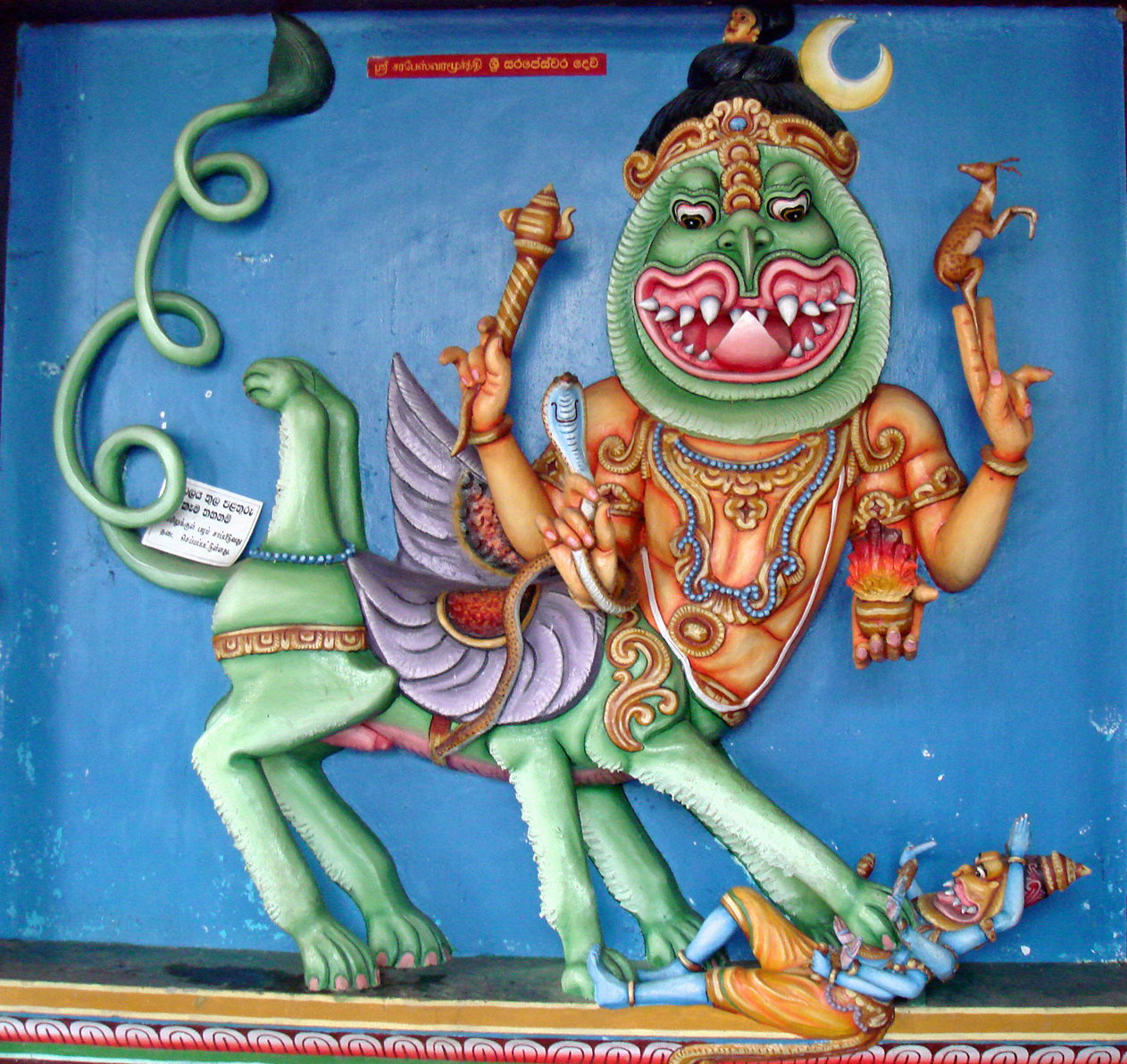
Sharabha terrassant Narasimha.